# André Allègre
Pour les articles homonymes, voir Allègre (homonymie).
André Allègre, né le 10 mai 1895 à Saint-Maurice (Seine) et décédé le 2 novembre 1966 à Vigneux-sur-Seine (Seine-et-Oise), était un joueur international français de football.   

## Biographie
Ce demi évolue notamment au sein des clubs parisiens du Cercle athlétique de Paris et de l'Union Athlétique Intergadzarique où il est considéré comme «un jeune prodige». Il y évolue aux côtés de Michel Dupoix, qui sera international en 1924.  
« Excellent demi, vite, agricheur (argot d’époque qui signifie accrocheur), passant à bon escient», Allègre compte une sélection en équipe de France de football en 1914 contre la Hongrie (défaite 5-1). Avec le CAP, il remporte la Coupe de France 1920 aux dépens du Havre (2-1).